# Kinsbourne Green
Kinsbourne Green – osada w Anglii, w hrabstwie Hertfordshire. Leży 23 km na zachód od miasta Hertford i 41 km na północny zachód od centrum Londynu.